# 스나미촌 (돗토리현)
스나미촌(砂見村)은 돗토리현 게타카군에 있던 촌이다. 1896년 3월 31일까지 다카쿠사군에 속해있었다.

## 역사
- 1889년 10월 1일 - 정촌제 시행에 의해 다카쿠사군 스나미촌이 성립하였다.
- 1896년 4월 1일 - 군제 시행에 의해 다카쿠사군, 게타군의 구역을 가지고 게타카군이 성립하여 게타카군 가모노베촌이 되었다.
- 1918년 1월 1일 - 이와쓰보촌과 합병해 간도촌이 성립하여, 동일 스나미촌은 폐지되었다.